# Raoul II. Sores
Raoul II. Sores († 1282) war ein Marschall von Frankreich im 13. Jahrhundert. Sein gleichnamiger Vater war ein Ritter und wurde im Umfeld des Königs Philipp II. August genannt.
Mit sechs weiteren Rittern in seinem Gefolge, nahm Raoul Sores am Kreuzzug nach Afrika (1270) des Königs Ludwig IX. dem Heiligen teil. Nachdem vor Tunis die amtierenden Marschälle Héric de Beaujeu und Renaud de Précigny an der Ruhrseuche gestorben waren, wurde er zusammen mit Lancelot de Saint-Maard mit dem königlichen Marschallsamt betraut. Einer Urkunde aus dem Register des Parlements (Olim) ist zu entnehmen, dass Raoul Sores im Jahr 1282 gestorben war.
Raoul Sores wird gelegentlich auch d’Estrées genannt, da das mehrere Jahrhunderte später in Frankreich bekannt gewordene Adelshaus Estrées seine Abstammung auf ihn zurückführte.